# Un Milhouse pour deux
Un Milhouse pour deux (A Milhouse Divided) est le 6e épisode de la saison 8 de la série télévisée d'animation Les Simpson.

## Synopsis
Durant la réception organisée par Les Simpson, les parents de Milhouse ne cessent de se disputer. Ce sera la goutte d'eau qui fera déborder le vase pour le couple qui décide de divorcer. Milhouse vit mal cette séparation, Kirk a perdu son travail et Luann a trouvé un nouveau petit ami. Homer va divorcer et se remarier avec Marge parce que leur premier mariage était « minable ».

## Accueil
Depuis sa diffusion original, l'épisode a reçue des critiques positives avec une note d'audience 8,3 selon Nielsen rating.
Une scène de l'épisode où Bart frappe une chaise avec la tête d'Homer fut détourné en mème vers l'année 2018.